# Музей Ваза
Музей Ваза (швед. Vasamuseet) — шведский морской музей, расположенный в Стокгольме на острове Юргорден. В музее представлен почти полностью сохранившийся 64-пушечный корабль XVII века «Ваза», который затонул 10 августа 1628 года во время своего первого выхода в море в гавани Стокгольма. Причиной стала неудачная конструкция корабля, из-за которой сильные порывы ветра накренили корабль так, что через открытые пушечные порты вода стала быстро наполнять корпус. Корабль пролежал на дне гавани три столетия и был вновь обнаружен исследователем Андерсом Франсе́ном и водолазом Пером Эдвином Фелтингом в 1956 году. Подъём парусника весом около 700 тонн был осуществлён в 1957–1961 гг. Музей Ваза был открыт в 1990 году и, согласно информации на официальном сайте, является самым посещаемым музеем Скандинавии. Вместе с другими музеями, например, Стокгольмским морским, относится к группе шведских национальных морских музеев.